# Наука у Србији
Наука у Србији се данас одвија у научноистраживачким организацијама, а то су факултети и институти. У Србији постоје научни институти и истраживачко-развојни институти. Научне институте оснива држава и претежно се баве основним истраживањима док истраживачко-развојни институти могу бити и привредна друштва и претежно се баве развојним и примењеним истраживањима.
Институције од значаја за науку су Српска академија наука и уметности и Матица српска.
Политику државе Србије у науци води надлежно Министарство науке а највише научно тело, које одређује правце развоја науке, је Национални савет за научни и технолошки развој. Национални савет има 17 чланова из реда академика и научника.

## Списак института у Србији

### Научни институти

##### Природно-математичке науке
1. Астрономска опсерваторија, Београд
2. Институт за нуклеарне науке „Винча“, Београд
3. Математички институт САНУ, Београд
4. Институт за биолошка истраживања „Синиша Станковић“, Београд [мртва веза]
5. Институт за молекуларну генетику и генетичко инжењерство, Београд
6. Институт за примену нуклеарне енергије - ИНЕП, Београд
7. Институт за физику, Београд
8. Институт за хемију, технологију и металургију, Београд

##### Природне науке
1. Институт за мултидисциплинарна истраживања, Београд
2. Географски институт Јован Цвијић САНУ, Београд  Архивирано на веб-сајту  (25. март 2017)

##### Медицинске науке
1. Институт за медицинска истраживања, Београд
2. Институт за онкологију и радиологију Србије, Београд
3. Институт за вирусологију, вакцине и серуме „Торлак“, Београд  Архивирано на веб-сајту  (4. јул 2008)

##### Друштвене науке
1. Институт економских наука, Београд
2. Институт друштвених наука, Београд
3. Институт за педагошка истраживања, Београд
4. Институт за европске студије, Београд
5. Институт за економику пољопривреде, Београд
6. Институт за криминолошка и социолошка истраживања, Београд [мртва веза]
7. Институт за политичке студије, Београд
8. Институт за упоредно право, Београд
9. Институт за филозофију и друштвену теорију, Београд
10. Економски институт, Београд
11. Институт за међународну политику и привреду, Београд

##### Хуманистичке науке
1. Археолошки институт, Београд
2. Византолошки институт САНУ, Београд
3. Институт за новију историју Србије, Београд
4. Институт за савремену историју, Београд
5. Историјски институт САНУ, Београд
6. Институт за књижевност и уметност, Београд
7. Институт за српски језик САНУ, Београд
8. Музиколошки институт САНУ, Београд

### Истраживачко-развојни институти

##### Природно-математичке науке
1. Институт за општу и физичку хемију, Београд

##### Медицинске науке
1. Институт за кардиоваскуларне болести Војводине, Сремска Каменица
2. Институт за плућне болести Војводине, Сремска Каменица [мртва веза]
3. Институт за онкологију Војводине, Сремска Каменица
4. Институт за кардиоваскуларне болести Дедиње, Београд
5. Институт за лечење и рехабилитацију „Нишка Бања“, Ниш

##### Техничко-технолошке науке
1. Истраживачко-развојни институт за вештачку интелигенцију Србије, Нови Сад
2. Институт „Михајло Пупин“, Београд
3. Институт за архитектуру и урбанизам Србије, Београд  Архивирано на веб-сајту  (2. октобар 2015)
4. Војногеографски институт, Београд
5. ИМС Институт за испитивање материјала а. д., Београд
6. Електротехнички институт „Никола Тесла“ а. д., Београд  Архивирано на веб-сајту  (27. септембар 2015)
7. Институт „Кирило Савић“ а. д., Београд  Архивирано на веб-сајту  (1. август 2015)
8. Институт за телекомуникације и електронику ИРИТЕЛ, Београд
9. Институт „Лола“, Београд
10. Институт „Гоша“ а. д., Београд
11. Институт за рударство и металургију, Бор
12. РТ-РК д.о.о. за системе засноване на рачунарима, Нови Сад  Архивирано на веб-сајту  (24. април 2015)
13. Влатаком д.о.о., Београд
14. Институт Биосенс - Истраживачко развојни институт за информационе технологије биосистема, Нови Сад  Архивирано на веб-сајту  (22. октобар 2015)

(Институт за микроталасну технику и електронику, ИМТЕЛ комуникације, Београд нема акредитацију)

##### Биотехничке науке
1. Институт за ветеринарство „Нови Сад“, Нови Сад  Архивирано на веб-сајту  (28. септембар 2009)
2. Институт за сточарство, Земун
3. Институт за ратарство и повртарство, Нови Сад
4. Институт за заштиту биља и животну средину, Београд
5. Институт за низијско шумарство и животну средину, Нови Сад
6. Институт за земљиште, Београд
7. Институт за кукуруз „Земун Поље“, Београд
8. Институт за примену науке у пољопривреди, Београд
9. Институт за хигијену и технологију меса, Београд
10. Институт за воћарство, Чачак
11. Институт за заштиту биља и животну средину, Београд
12. Институт за повртарство, Смедеревска Паланка  Архивирано на веб-сајту  (3. мај 2009)
13. Институт за прехрамбене технологије у Новом Саду, Нови Сад [мртва веза]
14. Институт за ветеринарство „Нови Сад“  Архивирано на веб-сајту  (28. септембар 2009)
15. Институт за шумарство, Београд
16. Институт за проучавање лековитог биља „Јосиф Панчић“, Београд

##### Хуманистичке науке
1. Институт за српску културу, Косовска Митровица